# Zinc Alloy and the Hidden Riders of Tomorrow
Zinc Alloy and the Hidden Riders of Tomorrow (titolo alternativo Zinc Alloy and the Hidden Riders of Tomorrow – A Creamed Cage in August) è il nono album discografico del gruppo musicale rock britannico T. Rex, pubblicato nel 1974.

## Tracce
Tutte le tracce sono di Marc Bolan.
1. Venus Loon – 3:01
2. Sound Pit – 2:50
3. Explosive Mouth – 2:26
4. Galaxy – 1:48
5. Change – 2:47
6. Nameless Wildness – 3:06
7. Teenage Dream – 5:45
8. Liquid Gang – 3:17
9. Carsmile Smith & the Old One – 3:16
10. You've Got to Jive to Stay Alive – Spanish Midnight – 2:35
11. Interstellar Soul – 3:26
12. Painless Persuasion v. the Meathawk Immaculate – 3:26
13. The Avengers (Superbad) – 4:28
14. The Leopards Featuring Gardenia and the Mighty Slug – 3:36

## Ristampe
Il disco è stato ristampato e ripubblicato nel 1983 (Marc on Wax LTD) in formato doppio LP; nel 1994 (Edsel Records) in formato CD con tracce aggiuntive e nel 2002 (Rhino Records) in formato digitale.
Nel 2010 e nel 2011 il disco è stato nuovamente distribuito nei tre formati dalla Fat Possum Records.